# Hardivillers
Hardivillers é uma comuna francesa na região administrativa de Altos da França, no departamento de Oise. Estende-se por uma área de 9,63 km². Em 2010 a comuna tinha 548 habitantes (densidade: 56,9 hab./km²).